# مخطط نقطي
في المعلوماتية الحيوية نقطة مؤامرة dot plot هي طريقة رسومية تسمح بمقارنة اثنين من التسلسل البيولوجي وتحديد مناطق تشابه وثيقة بينهما. بل هو نوع من أشكال التكرار.

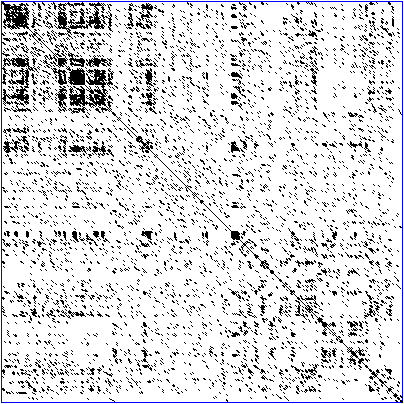
نص التعليق

## التاريخ
طريقة واحدة لتصور التشابه بين اثنين من تسلسل البروتين أو الحمض النووي هو استخدام مصفوفة التشابه، والمعروفة باسم مؤامرة نقطة. تم إدخال هذه من قبل جيبس وماكنتاير في عام 1970 وهي مصفوفات ثنائية الأبعاد التي لها تسلسل من البروتينات التي تتم مقارنتها على طول المحاور العمودية والأفقية. للحصول على تمثيل بصري بسيط للتشابه بين تسلسلين، يمكن أن تكون الخلايا الفردية في المصفوفة مظللة باللون الأسود إذا كانت المخلفات متطابقة، بحيث تظهر شرائح تسلسل مطابقة على شكل خطوط قطري عبر المصفوفة.

## التفسير
يمكن استخلاص بعض فكرة التشابه في تسلسلين من عدد وطول الشرائح المطابقة المبينة في المصفوفة. ومن الواضح أن البروتينات المتطابقة لها خط قطري في وسط المصفوفة. إن الإدخال والحذف بين التتابعات يؤدي إلى حدوث اضطرابات في هذا القطر. مناطق التشابه المحلي أو المتتاليات المتكررة تؤدي إلى مزيد من المباريات القطرية بالإضافة إلى قطري قطري. طريقة واحدة للحد من هذا الضجيج هو فقط الظل تشغيل أو «توبلز» من المخلفات، على سبيل المثال. (3) يتوافق مع ثلاثة مخلفات في صف واحد. وهذا فعال لأن احتمال مطابقة ثلاثة مخلفات في صف واحد عن طريق الصدفة هو أقل بكثير من المباريات واحد بقايا. ويمكن أن ينظر إليه من أرقام 3.3h، ج أن عدد قطري يعمل في المصفوفة قد انخفض بشكل كبير من خلال البحث عن 2-توبلز أو 3-توبلز.
وتقارن قطع النقاط بالتسلسلين بتنظيم تسلسل واحد على المحور السيني، والآخر على المحور الصادي من المؤامرة. عندما تتطابق بقايا كل تسلسل في نفس الموقع على المؤامرة، يتم رسم نقطة في موقف المقابلة. لاحظ أن التتابعات يمكن أن تكون مكتوبة إلى الوراء أو إلى الأمام، ولكن يجب كتابة تسلسل على كلا المحاور في نفس الاتجاه. لاحظ أيضا أن اتجاه التتابعات على المحاور سيحدد اتجاه الخط على مؤامرة النقطة. مرة واحدة وقد تم رسم النقاط، فإنها سوف تتحد لتشكيل خطوط. سوف تقارب تسلسل التشابه تحديد مدى قرب الخط قطري هو ما يظهر الرسم البياني منحنى يدل على وجود علاقة مباشرة. وتتأثر هذه العلاقة ببعض سمات التتابع مثل تحولات الرتل، والتكرار المباشر، والتكرار المقلوب. وتشمل تحولات الإطار الإدراج، الحذف، والطفرات. وجود واحد من هذه الميزات، أو وجود ميزات متعددة، سوف يسبب لخطوط متعددة ليتم رسمها في إمكانية مختلفة من تكوينات، اعتمادا على الميزات الموجودة في تسلسل. وهناك ميزة من شأنها أن تسبب نتيجة مختلفة جدا على مؤامرة نقطة هو وجود منطقة / المناطق منخفضة التعقيد. المناطق منخفضة التعقيد هي المناطق في تسلسل مع عدد قليل فقط من الأحماض الأمينية، والذي بدوره، يسبب التكرار داخل تلك المنطقة الصغيرة أو محدودة. وعادة ما توجد هذه المناطق حول القطر، وقد لا يكون لها مربع في منتصف مؤامرة النقطة.

## برمجيات لإنشاء رسم بياني وتحديد نقطة عليه
- SynMap - An easy to use, web-based tool to generate dotplots for many species with access to an extensive genome database. Offered by the comparative genomics platform CoGe.
- Genomdiff – An open source Java dot plot program for viruses.
- Genomdiff – An open source Java dot plot program for viruses.
- Gepard - Dot plot tool suitable for even genome scale.
- ANACON – Contact analysis of dot plots.
- General introduction to dot plots with example algorithms and a software tool to create small and medium size dot plots.
- Dotlet نسخة محفوظة 17 مايو 2013 على موقع واي باك مشين. – Provides a program allowing you to construct a dot plot with your own sequences.
- UGENE Dot Plot viewer – Opensource dot plot visualizer.
- seqinr - R package to generate dot plots.
- dotplot - R package to rapidly generate dot plots as either traditional or ggplot graphics.
- dotmatcher - Web tool to generate dot plots.
- Dotter - Stand alone program to generate dot plots.
- JDotter - Java version of Dotter
- Dotplot, easy (educational) HTML5 tool to generate dot plots from RNA sequences
- lastz and laj, programs to prepare and visualize genomic alignments.